# Романюк Андрій Олександрович
Андрі́й Олександро́вич Романю́к (позивний «Воробєй»; 19 березня 1998, м. Вінниця — 28 жовтня 2024, Донецька область) — український доброволець, учасник Революції гідності, молодший сержант Збройних сил України, учасник російсько-української війни, командир відділення ударних безпілотних авіаційних комплексів 49 окремого штурмового батальйону «Карпатська Січ».

## Життєпис

### Революція Гідності та АТО
У свої 15 років був активним учасником Революції Гідності як на Вінницькому так і на Київському Майдані. 
До Києва приїжджав двічі у найгарячіші моменти Революції. Вдруге - вночі 19 лютого, коли палав Будинок Профспілок. Увесь наступний день тримав оборону на барикадах, потрапив під струмінь крижаної води з водомета. Як розповідав згодом "Воробей", під час протистояння йому навіть вдалось відібрати у міліціонерів "беркутівський" щит. Був на Майдані і 20 лютого під час масового розстрілу на Інститутській.
Після поверненя додому близько місяця лікувався від отруєння газом, а після одужання почав шукати батальйон, аби вирушити на війну. Звертався і їздив на бази майже всіх добровольчих формувань. Але потрапити на фронт 16-річному бійцю виявилось не просто.
Все ж у жовтні 2014-го Андрія прийняв до свого складу один із добробатів, і він вирушає на війну в Луганську область, де більш як 6 місяців проводить на передовій.
Андрій Романюк повернувся додому лише тоді, коли його матері почали погрожувати позбавленням батьківських прав.
Згодом ще раз вирушив на фронт, служив на Донеччині у складі батальйону «Азов».

### Російсько-українська війна (2022—2024)
У перші дні повномасштабного вторгнення став на захист держави. Боронив Київ, потім Чернігівщину, Харківщину та околиці Бахмута, пройшов різні ділянки фронту і як піхотинець. Зазнав поранення і став оператором безпілотника.
У званні молодшого сержанта командував відділенням ударних безпілотних авіаційних комплексів 49-го окремого штурмового батальйону «Карпатська Січ».
Зі слів Олега Корнієнка, група поверталась з позицій між районом Нью-Йорка й Торецька та зупинилися, щоб переодягнутися. У машину росіяни поцілили "Ланцетом". Весь екіпаж пілотів, які були в ній, посікли осколки. Андрій намагався врятувати важко пораненого побратима і незчувся, як втратив забагато крові сам.
Загинув у віці 26 років. Прощання у Києві відбулось 1 листопада на Майдані Незалежності. 
Похований у Вінниці на Сабарівському кладовищі
За проявлену мужність та героїзм Андрій Романюк за життя отримав кілька нагород, серед яких і відзнака Головнокомандувача Збройних Сил України «Хрест Хоробрих».